# Список потерь Ми-8 и его модификаций (2005 год)
Список потерянных Ми-8 всех модификаций (включая Ми-9, -14, -17, -18, -19, -171 и -172) составлен по данным из открытых источников и учитывает только авиационные происшествия или воздействие внешних сил, приведшие к утрате вертолёта или его списанию вследствие полученных повреждений.
Список не полный и не окончательный.

## Список аварий и катастроф
| № п/п | Дата     | Модификация / Бортовой номер | Место                                                 | Жертвы / На борту | Краткое описание |
| ----- | -------- | ---------------------------- | ----------------------------------------------------- | ----------------- | --- |
| 1     | 12 февр. | Ми-8МТВ-1 RA-22168           | Далоа                                                 | 0/4               | Ошибка экипажа при заходе на посадку ночью в условиях недостаточной видимости. Вертолёт задел находящиеся неподалёку от посадочной площадки деревья, упал на землю и сгорел. |
| 2     | 10 марта | Ми-8 н.д.                    | Чечня, Грозный                                        | 15/16             | Вертолёт ФСБ России при перевозке группы спецназа ФСБ столкнулся с проводами ЛЭП и разбился. |
| 3     | 22 марта | Ми-8 н.д.                    | Чечня, 20 км юго-восточнее Ханкалы                    | 0/14              | Вертолёт ВВ МВД России из-за технической неисправности совершил вынужденную посадку, при выполнении которой машина получила значительные повреждения. 13 человек госпитализированы с травмами различной степени тяжести. |
| 4     | 16 июля  | Ми-8МТ н.д.                  | Чечня, Итум-Калинский район, близ Тесбичи             | 8/9               | Вертолёт ПС ФСБ России при заходе на посадку потерял управление и столкнулся со склоном горы Рокгорт. |
| 5     | 18 авг.  | Ми-8Т RA-22634               | ХМАО, 4 км юго-западнее Нефтеюганска                  | 4/6               | Экипаж выполнял аэровизуальный полёт по осмотру трассы нефтепровода и на высоте 90 м столкнулся с ёмкостью, которую на внешней подвеске транспортировал летящий выше Ка-32. В результате у Ми-8 были полностью разрушены лопасти несущего винта, машина упала на землю и разрушилась, экипаж и один пассажир погибли. Катастрофа произошла из-за многочисленных ошибок экипажей воздушных судов и диспетчеров управления воздушным движением.                                             |
| 6     | 29 окт.  | Ми-8Т RA-22682               | ЯНАО, близ Сёяхи                                      | 0/5               | При заходе на посадку в условиях недостаточной видимости (туман) экипаж потерял визуальный контакт с наземными ориентирами и допустил столкновение вертолёта с землёй. Машина разрушилась, все находящиеся на борту получили травмы различной степени тяжести. |
| 7     | 25 нояб. | Ми-8Т RA-25605               | ЯНАО, Находка                                         | 0/13              | При посадке на подобранную с воздуха неподготовленную площадку, расположенную в заснеженной неравномерно промёрзшей болотистой пойме Тазовской губы, левая стойка шасси провалилось под лёд и застряла. Это вызвало увеличивающийся крен машины, который не удалось парировать экипажу. В результате лопасти несущего винта задели землю, обрубили хвостовую балку и вертолёт завалился на бок получив значительные повреждения. Экипаж и пассажиры не пострадали.                        |
| 8     | 6 дек.   | Ми-8Т RA-24453               | Хабаровский край, 15 км западнее Николаевска-на-Амуре | 3/3               | При выполнении полёта вдоль русла реки Амур в неблагоприятных метеоусловиях (обильный снегопад). Из-за ухудшения видимости от усиливающегося снегопада экипаж, зная о возвышенности на берегу реки впереди по курсу, предпринял резкий манёвр не соблюдая при этом высоту полёта. В результате машина, снизившись, столкнулась с заснеженной поверхностью льда реки, разрушилась и затонула. Экипаж погиб.                                                                                |
| 9     | 24 дек.  | Ми-8Т RA-24418               | Якутия, Усть-Янский район, 252 км севернее Батагая    | 0/8               | Вертолёт на высоте 1500 м попал в условия обледенения и из-за попадания льда в левый двигатель произошла его остановка. Тяги оставшегося двигателя не хватило для выполнения горизонтального полёта и, хотя удалось запустить остановившийся, машина снизилась до опасной высоты и экипаж пошёл на вынужденную посадку. Приземлившись на склон горы вертолёт начал соскальзывать вниз, задел лопастями несущего винта землю и завалился на бок. Машина получила значительные повреждения. |